# تقليص الأبعاد

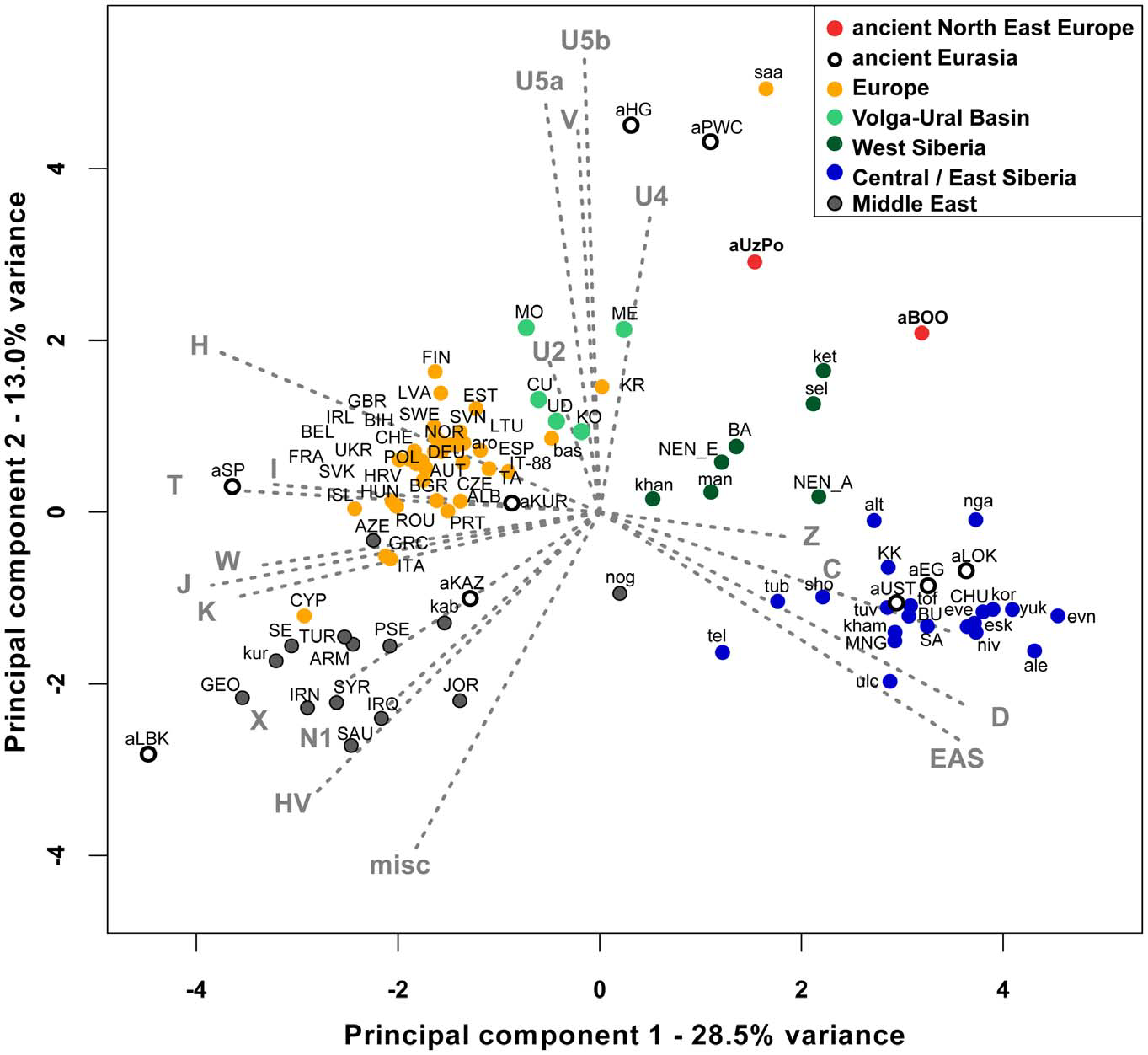
تحليل المكونات الرئيسية لترددات المجموعة الفرعية للميتوكوندريا

تقليص الأبعاد أو تقليلها أو تخفيضها هو تحويل البيانات من فضاء عالي الأبعاد إلى فضاء منخفض الأبعاد بحيث يحتفظ التمثيل منخفض الأبعاد ببعض الخصائص ذات المعنى للبيانات الأصلية، بالقرب بشكل مثالي من بعدها الجوهري. قد يكون العمل في الفضاءات عالية الأبعاد غير مرغوب فيه لعدة أسباب؛ غالبًا ما تكون البيانات الأولية متناثرة نتيجة لعنة الأبعاد، وعادةً ما يكون تحليل البيانات صعبًا حسابيًا (يصعب التحكم فيه أو التعامل معه). يعد تقليص الأبعاد أمرًا شائعًا في المجالات التي تتعامل مع أعداد كبيرة من الملاحظات و/أو أعداد كبيرة من المتغيرات مثل معالجة الإشارات والتعرف على الكلام والمعلوماتية العصبية والمعلوماتية الحيوية.
تنقسم الطرق عادة إلى طرق خطية وغير خطية. يمكن أيضًا تقسيم الأساليب إلى اختيار الميزات واستخراج الميزة. يمكن استخدام تقليل الأبعاد لخفض التشويش أو تصوير البيانات أو التحليل العنقودي أو خطوة وسيطةً لتسهيل التحليلات الأخريات.